# Колючі чагарники та ліси Північно-Західної Індії
Колючі чагарники та ліси Північно-Західної Індії (ідентифікатор WWF: IM1303) — індомалайський екорегіон пустель і склерофітних чагарників, розташований в Пакистані та Північно-Західній Індії.

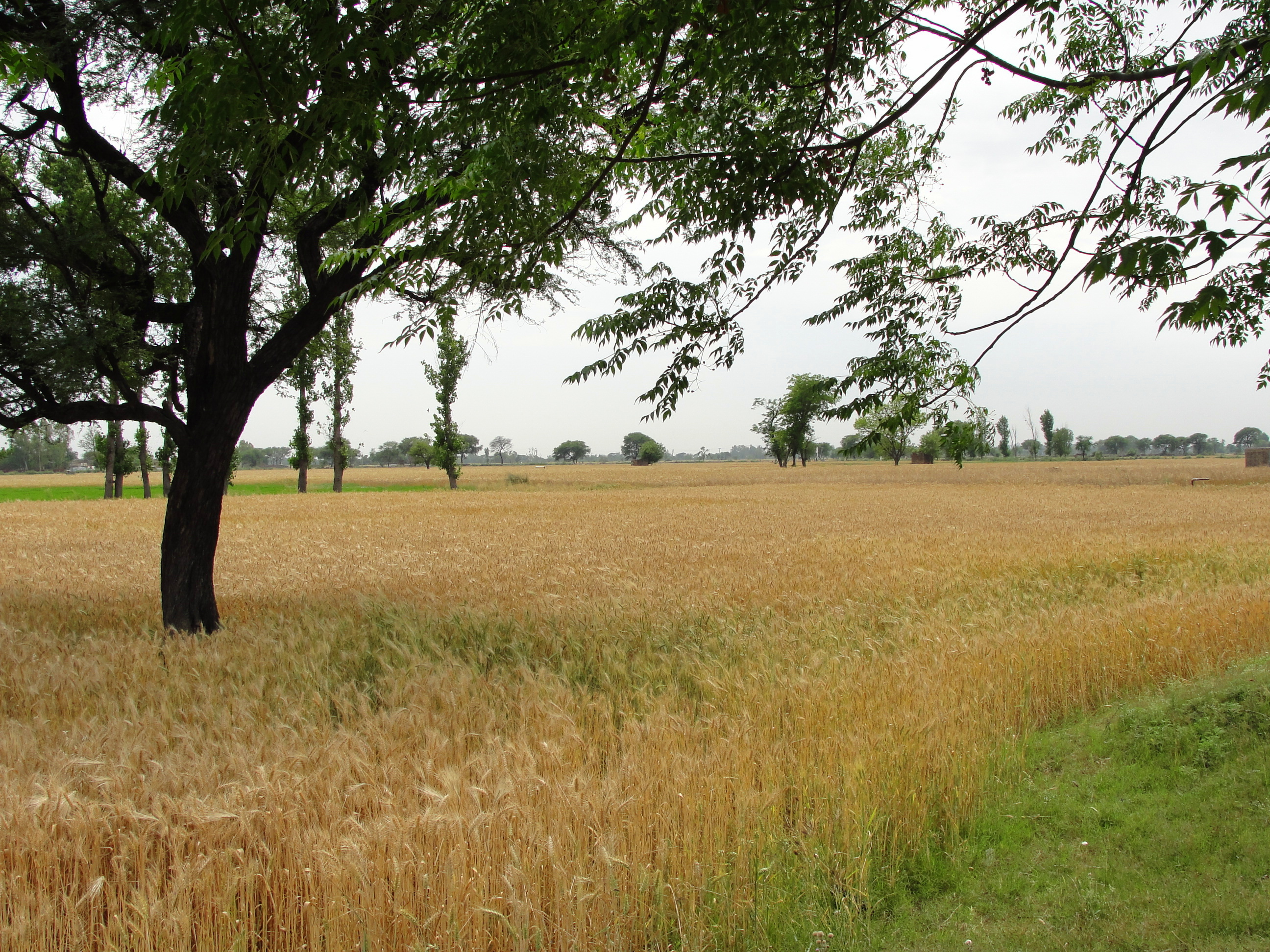
Поля в околицях міста Сіялкот (Пенджаб, Пакистан)

## Географія
Екорегіон колючих чагарників та лісів Північно-Західної Індії охоплює низовини і пагорби, розташовані на території Пакистану та Північно-Західної Індії. На півдні він охоплює західну половину Гуджарату (за винятком гори Гірнар), після чого тягнеться на північ до Раджастхану (на схід до гір Араваллі), охоплює більшу частину штатів Хар'яна і Пенджаб), після чого, доходячи до передгір'їв Гімалаїв, повертає на захід, у Джамму і Кашмір. В Пакистані екорегіон охоплює більшу частину провінції Пенджаб, а також крайній схід Хайбер-Пахтунхви та частину провінцій Белуджистану та Сінду. 
Пустеля Тар, пустеля долини Інду та сезонні солоні болота Качського Ранну з усіх боків оточені екорегіоном колючих чагарників та лісів Північно-Західної Індії. На захід від регіону поширені склерофітні рідколісся Белуджистану, на північ — гімалайські субтропічні соснові ліси, на північний схід — вологі листяні ліси долини верхнього Гангу, а на схід — сухі листяні ліси Катхіавар-Гіру.

## Клімат
В межах екорегіону переважає напівпустельний клімат (BSh за класифікацією кліматів Кеппена) або пустельний клімат (BWh за класифікацією Кеппена). Середньорічна кількість опадів становить 500-600 мм. Наприкінці липня та в серпні, під час сезону мусонів, трапляються сильні зливи і грози. У найспекотніші місяці температура може перевищувати 45 °C, а взимку температура може опускатися нижче 0 °C.

## Флора
Раніше основними рослинними угрупованнями екорегіону були сухі листяні ліси, однак внаслідок інтенсивного сільського господарства, перевипасу худоби та вирубки лісів вони деградували. Наразі в екорегіоні поширені колючі ліси та рідколісся, в яких переважають сенегальські акації (Senegalia senegal) та білокорі акації (Vachellia leucophloea), висота яких рідко перевищує 6 м. Серед інших дерев, поширених в регіоні, слід відзначити дерево гаф (Prosopis cineraria), цейлонські каперці (Capparis zeylanica), різні види сальвадори (Salvadora spp.), карісси (Carissa spp.), голонасінника (Gymnosporia spp.), гревії (Grewia spp.) та гарденії (Gardenia spp.). Також в регіоні поширені склерофітні ліани, зокрема різні види трагії (Tragia spp.), рівеї (Rivea spp.), тіноспори (Tinospora spp.), винограду (Vitis spp.) та перістрофії (Peristrophe spp.).
На південно-західних схилах гір Араваллі поширені листяні ліси, де ростуть повислі аногейсуси (Anogeissus pendula), бенгальські айви (Aegle marmelos), пильчасті босвеллії (Boswellia serrata), золотий дощ (Cassia fistula), дрібноцвіті мітрагіни (Mitragyna parviflora), коромандельські ебенові дерева (Diospyros melanoxylon) та непальські індигові дерева (Wrightia tinctoria). У посушливих місцевостях колючі рідколісся переходять у напівпустельні склерофітні чагарникові зарості, де домінують різні види молочаю (Euphorbia ssp.). Також в цих місцевостях ростуть дикі жужуби (Ziziphus nummularia), білокорі акації (Vachellia leucophloea), сенегальські акації (Senegalia senegal), повислі аногейсуси (Anogeissus pendula) та дзвоникові мімози (Dichrostachys cinerea). На бідних ґрунтах біля підніжжя скелястих пагорбів ростуть різні види кассії (Cassia spp.) та бутеї (Butea spp.). На солончакових ґрунтах ближче до узбережжя ростуть сальвадори (Salvadora spp.) та тамарикси (Tamarix spp.), а у найбільш засолених місцевостях рослинність відсутня.

## Фауна
Незважаючи на знеліснення, в екорегіоні продовжують мешкати різноманітні тварини. Загалом в регіоні зустрічається близько 90 видів ссавців. Серед великих травоїдних тварин слід відзначити нільгау (Boselaphus tragocamelus), індійську газель або чінкару (Gazella bennettii), чотирирогу антилопу (Tetracerus quadricornis) та гарну (Antilope cervicapra), а також хижаків — індійського леопарда (Panthera pardus fusca), звичайного каракала (Caracal caracal schmitzi), барвистого кота (Felis lybica ornata), очеретяного кота (Felis chaus), плямисто-рудого кота (Prionailurus rubiginosus), азійського вовка (Canis lupus pallipes), звичайного шакала (Canis aureus), білоногу лисицю (Vulpes vulpes pusilla), бенгальську лисицю (Vulpes bengalensis) та смугасту гієну (Hyaena hyaena). Також в регіоні зустрічаються різноманітні дрібні ссавці, зокрема індійські зайці (Lepus nigricollis), індійські піщанки (Meriones hurrianae), індійські голостопки (Tatera indica) та індійські їжатці (Hystrix indica).
В межах екорегіону зустрічається понад 400 видів птахів. Серед них слід відзначити майже ендемічних рудогузих приній (Laticilla burnesii) та білокрилих синиць (Machlolophus nuchalis), а також рідкісних індійських дрохв (Ardeotis nigriceps) та індійських флоріканів (Sypheotides indicus). Також в регіоні мешкають чубаті павичі (Pavo cristatus), індійські токо (Ocyceros birostris) та пурпурові маріки (Cinnyris asiaticus). Багато птахів, зокрема строкаті зозулі (Clamator jacobinus), є перелітними і прилітають до регіону перед початком сезону дощів.

## Збереження
Оцінка 2017 року показала, що 20 150 км², або 4 % екорегіону, є заповідними територіями. Природоохоронні території включають: Національний парк антилопи гарни, Національний парк Калесар, Національний парк Султанпур в Індії, а також Національний парк Кіртхар та Національний парк Лал-Сухарна в Пакистані.